# Цирако (Удине)
Цирако је насеље у Италији у округу Удине, региону Фурланија-Јулијска крајина.
Према процени из 2011. у насељу је живело 602 становника. Насеље се налази на надморској висини од 119 м.